# Festival (TTS)
Festival és un sistema de síntesi de veu de propòsit general per a múltiples llenguatges desenvolupat originalment pel Centre d'Investigació de Tecnologies del Llenguatge de la Universitat d'Edimburg, la Universitat Carnegie Mellon així com altres centres d'ensenyament han realitzat contribucions substancials al projecte.
Es distribueix com a programari lliure amb llicència similar a la llicència BSD. Festival i les eines de síntesi de veu es distribueixen sota llicència tipus MIT-X11 permetent ús comercial i no comercial sense restricció.
El projecte inclou la documentació completa per desenvolupar sistemes de síntesi de veu amb diversos APIs, sent un entorn ideal per al desenvolupament i investigació de les tècniques de síntesi de veu.
El projecte està escrit en llenguatge C++ i està implementat com un intèrpret de comandes, que pot connectar-se amb diversos mòduls i aplicacions.
Hi ha llibreries per al desenvolupament d'aplicacions en els llenguatges Java i C++, així com una interfície per a l'editor de texts Emacs.
El projecte festival és multilingüe (actualment suporta anglès (britànic i americà), i castellà) encara que l'anglès és el més avançat. Alguns grups han desenvolupat eines que permeten utilitzar altres idiomes amb el projecte, com ara el català
Les eines i la documentació completes per a la utilització de noves veus en el sistema estan disponibles al projecte FestVox del Carnegie Mellon University. La documentació ve en el format texinfo del FSF, que permet generar un manual imprès, arxius man, Info i HTML.

## Projecte Festvox
El projecte Festvox pretén fer de la construcció de veus sintètiques noves un procés més sistemàtic i més ben documentat, fent el possible perquè qualsevol pugui construir noves veus. El Projecte és distribuït sota una llicència de programari lliure similar a la llicència MIT-X11.
El Projecte Festvox és un conjunt d'eines per construir veus sintètiques per al sistema de síntesi de text a veu Festival.

## Festcat
Festcat és un projecte que neix amb la intenció de produir sintetitzadors de veu en català d'alta qualitat i d'accés lliure. En particular, es volen desenvolupar veus en català pel sistema operatiu Linux i per la distribució Linkat, tot i que els desenvolupaments no estan limitats a cap distribució ni entorn.
Aquest projecte és part de la feina del Centre TALP Tecnologies i Aplicacions del Llenguatge i la Parla, en la recerca i desenvolupament de sistemes de síntesi de veu.

## Flite
Flite és un petit motor de síntesi de veu en temps d'execució (runtime) desenvolupat pel Carnegie Mellon University. derivat del projecte Festival, de la Universitat d'Edinburg, i de la projecte Festvox del Carnegie Mellon University.

## Gstreamer
GStreamer és un connector que permet l'ús de Festival a l'escriptori Gnome.